# Suuri Rautjärvi
Suuri Rautjärvi är en sjö i kommunen Parikkala i landskapet Södra Karelen i Finland. Sjön ligger 74,5 meter över havet. Den är 16,11 meter djup. Arean är 3,41 kvadratkilometer och strandlinjen är 15,35 kilometer lång. Sjön  ingår i Hiitolanjokis huvudavrinningsområde.   Den ligger omkring 100 km nordöst om Villmanstrand och omkring 300 km nordöst om Helsingfors. 
Nordöst om sjön ligger Saari kyrka. 